# Фелікс Потвен
Фелікс Потвен (фр. Félix Potvin; 23 червня 1971, м. Анжу, Канада) — канадський хокеїст, воротар.  
Виступав за «Шікутімі Сагененс» (QMJHL), «Сент-Джонс Мейпл-Ліфс» (АХЛ), «Торонто Мейпл-Ліфс», «Нью-Йорк Айлендерс», «Ванкувер Канакс», «Лос-Анджелес Кінгс», «Бостон Брюїнс».
В чемпіонатах НХЛ — 635 матчів, у турнірах Кубка Стенлі — 72 матчі.
У складі національної збірної Канади учасник чемпіонату світу 1998 (4 матчі). У складі молодіжної збірної Канади учасник чемпіонату світу 1991.
Нагороди
- Трофей Жака Планта (1991)
- Трофей Гі Лафлера (1991)
- Пам'ятна нагорода База Бастьєна (1992)
- Пам'ятна нагорода Реда Гарретта (1992)
- Молодіжний Чемпіон світу 1991

## Родина
Син: Ксав'є теж хокейний воротар.